# Isoetes harveyi
Isoetes harveyi är en kärlväxtart som beskrevs år 1900 av den amerikanske botanikern Alvah Augustus Eaton (1865–1908). Den ingår i släktet braxengräs, och familjen Isoetaceae. Inga underarter finns listade i Catalogue of Life.